# アン・フランシス
アン・フランシス（Anne Francis、 1930年9月16日 - 2011年1月2日）はアメリカ合衆国の女優。SF映画『禁断の惑星』（1956年）のアルティラ役と、テレビドラマ『ハニーにおまかせ』（1965–1966年）の主人公である女性探偵ハニー・ウェスト役で知られている。ハニー役でゴールデングローブ賞を受賞し、エミー賞にノミネートされた。

## 生い立ち
1925年と1930年の両親の結婚登録と国勢調査の記録により、彼女が（フランシスではなく）アン・マーヴァックとして生まれたとする誤った情報源に反し、両親の名前がフィリップ・ウォード・フランシス（1900–1974年）とエディス・フランシス（旧姓アルバートソン、1901–1995年）であることが確認できる。フランシスは1930年にニューヨーク州オシニングで生まれた。
当時は世界恐慌でアメリカの経済が悪化していたため、家族を助けるために5歳からモデルとして活動し、11歳でブロードウェイで女優としてデビューした。

## 映画
1947年、『This Time for Keeps』で銀幕デビューを果たす。『So Young, So Bad』（1950年）、『奥様は芳紀十七才』（1954年）、『日本人の勲章』で助演した後、『暴力教室』（1955年）で初主演を射止めた。彼女の最も知られる役は、オスカーにノミネートされた古典SF映画『禁断の惑星』（1956年）のアルティラである。
『Girl of the Night』（1960年）でヒロインの挑発的な高級コールガールを演じ、1965年、ウィリアム・コンラッド監督のネオ・フィルム・ノワール『Brainstorm』で主演。1968年、長編映画『ファニー・ガール』でジョージア・ジェームズを演じ、翌年、喜劇映画『Hook, Line & Sinker』でジェリー・ルイス演じるピーター・インガソールの妻ナンシーを演じた。また、1969年の冒険映画『黄金の銃弾』で主演のバート・レイノルズと共演した。
彼女の身体的特徴として、ブロンドの髪、印象的な青い目、下唇のすぐ右にあるホクロが挙げられる。ホクロについては出演作の脚本の1つで言及されてすらあった。

## テレビ
フランシスはテレビで成功を収め、1960年代、1970年代、1980年代と、頻繁にゲストスターとして出演した。CBSの西部劇ドラマ『ローハイド』の1959年のエピソードに出演。『アンタッチャブル』のエピソード「血ぬられた鍵」（原題: The Doreen Maney Story、1960年）のタイトルロールとしてゲスト出演し、『トワイライト・ゾーン』に2回（1960年、1963年）ゲスト出演した。また、『アルフレッド・ヒッチコック・プレゼンツ』に2回、『ザ・アルフレッド・ヒッチコック・アワー』に3回出演した。『ルート66』にも、1961年の2つのエピソードに異なる役で出演している。
1962年、1944年の同名映画『我が道を往く』に基づくジーン・ケリー主演のテレビドラマ『わが道を行く』にゲスト出演。1964年、『ザ・レポーター』に2回ゲスト出演。同年、『0011ナポレオン・ソロ』に同一の役で2回に亘りゲスト出演した。西部劇ドラマ『バージニアン』に2度（1964年、1970年）ゲスト出演。
1965年、フランシスは愛車コブラを駆り、ペットとしてオセロットを飼うセクシーな私立探偵ハニー・ウェストとしてキャスティングされた。このキャラクターは先ずABCのテレビドラマ『バークにまかせろ』で紹介され、その後1シーズン全30回続いた連続テレビドラマ『ハニーにおまかせ』としてスピンオフされた。その名声は実際の放映期間よりも遥かに長く続いた。1967年、『逃亡者』、『インベーダー』のエピソード「つかの間の勝利」にゲスト出演。『スパイ大作戦』1969年のエピソード「盗まれた化学式」にジリアン・コルビー役で出演。
1971年、『パパ大好き』最終シーズンの初めに、スコットランドのシシアンブリッジの領主ファーガス・マクベイン・ダグラスと結婚して、王族として彼の故郷に戻るボウリング場のウェイトレス、テリ・ダウリングを演じた（フレッド・マクマレイは、スティーヴ・ダグラスとファーガス・マクベイン・ダグラスの2役を演じた）。『刑事コロンボ』に「死の方程式」（1972年）、「溶ける糸」（被害者役、1973年）の2度に亘り登場。1973年、『名探偵ジョーンズ』にゲスト出演。
1974年、『燃えよ! カンフー』の「遺言状が女の館に灯をともす」の回に娼家の女主人、アイダ役で出演。1975年、『爆走トラック16トン』にゲスト出演。1976年、『ワンダーウーマン』のエピソード「悪い奴ほど美女がお好き」にローラ・フリン役で出演。1977年、第二次世界大戦のドラマ『Baa Baa Black Sheep』の2つのエピソードで看護師長グラディス・ホープ少佐として登場。『エディ・キャプラ・ミステリー』の「How Do I Kill Thee?」の回にメリッサ・オズボーン役で出演。
『ダラス』では1980年から81年のシーズン、ミッチとアフトンの母親アーリス・クーパーとして複数回出演した。1984年、探偵ドラマ『リップタイド探偵24時』の最初の数話で「ママ・ジョー」を演じた。同年、『ジェシカおばさんの事件簿』の第1回にアン・ロイド・フランシス名義でゲスト出演し、さらに2つのエピソード（1986年、1990年）にゲスト出演した。1984年12月、再びアン・ロイド・フランシス名義で『ラブ・ボート』のクリスマスをテーマとするエピソード「Noel's Christmas Carol」にキム・ランクフォードが演じたキャロルの母親役でゲスト出演した。1989年、『マトロック』と『ザ・ゴールデン・ガールズ』にゲスト出演。
1996年、『ウイングス』のエピソード「The Lady Vanishes」に、1940年代のギャングの情婦タイプのヴェラ役で登場。1997年、『Home Improvement』のエピソード「A Funny Valentine」にティム・アレンの高校の同級生の母親リディ役で出演。1998年、『ドリュー・ケリーDEショー!』の2つのエピソードにドリューのガールフレンド、ニッキーの母親役でゲスト出演。フランシスの最後のテレビ出演は、『WITHOUT A TRACE/FBI 失踪者を追え!』の2004年のエピソード「人生の最後に」であった。

## 私生活
1952年5月から1955年4月まで、アメリカ空軍パイロットのバムレット・ローレンス・プライス・ジュニアと結婚していた。1960年から1964年まで、ロバート・アベロフと結婚。1964年にアベロフと離婚した後は再婚することはなかった。
フランシスは民主党員で、1952年アメリカ合衆国大統領選挙ではアドレー・スティーブンソン候補を支持した。
フランシスとアベロフには、ジェーン・エリザベス・アベロフ（1962年3月21日生誕）という1人娘がいた。1970年、フランシスはマーガレット・"マギー"・ウェストを養子にした。カリフォルニアで未婚の人物に認められた最初の養子の1人であった。
1982年、「An Inner Journey」というサブタイトルを付けた、自伝『Voices from Home』を上梓した。彼女は本の表紙に「この本は私の精神的な暴露です。それは私たちの存在の本質であり、私たちの目には見えないが最も重要な部分の成長に貢献している精神と魂の内面の働きについてです。」と書いた。
フランシスは1960年代の終わりに飛行機の操縦を習い始め、最終的にはパイロット免許を取得した。

## 評価
2005年、TV Guideは「史上最もセクシーなスター50人」のリストでフランシスを18位にランクした。

## 死去
2007年、アン・フランシスは肺癌と診断された。彼女は自身のウェブサイトでフォロワーたちに自らの進捗状況を知らせていた。2011年1月2日、膵臓癌による合併症でカリフォルニア州サンタバーバラの老人福祉施設で80歳で死去。彼女は荼毘に付され、遺灰は海に撒かれた。

## 主な出演作品

### 映画

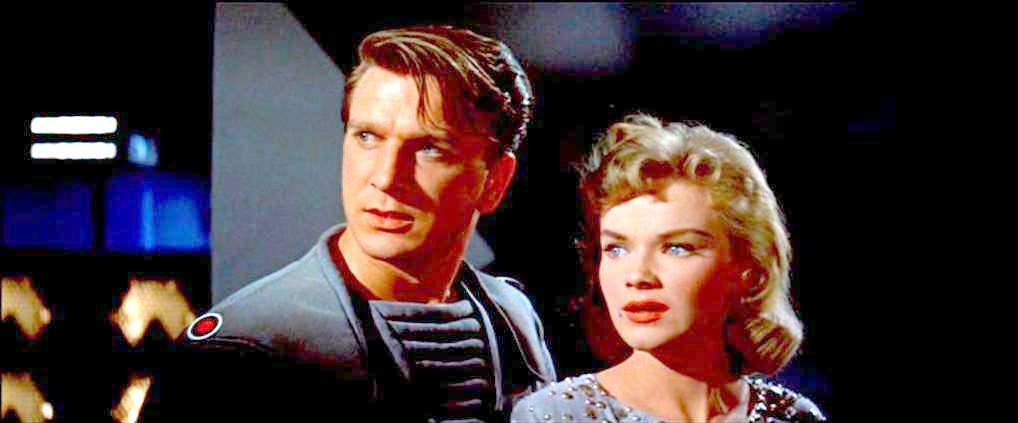
レスリー・ニールセンとフランシス、『禁断の惑星』（1956年）

- ジェニーの肖像 Portrait of Jennie (1948)
- サンマー・ホリデイ Summer Holiday (1948)
- 嵐を呼ぶ太鼓 Lydia Bailey (1952)
- 奥様は芳紀十七才 Susan Slept Here (1954)
- 悪徳警官 Rogue Cop (1954)
- 日本人の勲章 Bad Day at Black Rock (1955)
- 愛欲と戦場 Battle Cry (1955)
- 暴力教室 Blackboard Jungle (1955)
- 禁断の惑星 Forbidden Planet (1956)
- Z旗あげて Don't Go Near the Water (1957)
- 翼の男 The Crowded Sky (1960)
- サタンバグ The Satan Bug (1965)
- ファニー・ガール Funny Girl (1968)
- 猛烈なる復讐 More Dead Than Alive (1968)
- 黄金の銃弾 Impasse (1969)
- アガサ 愛の失踪事件 Agatha (1979)
- バーチャルウェポン The Double 0 Kid (1992)※オリジナルビデオ作品

### TVドラマ
- ローハイド Rawhide (1959)

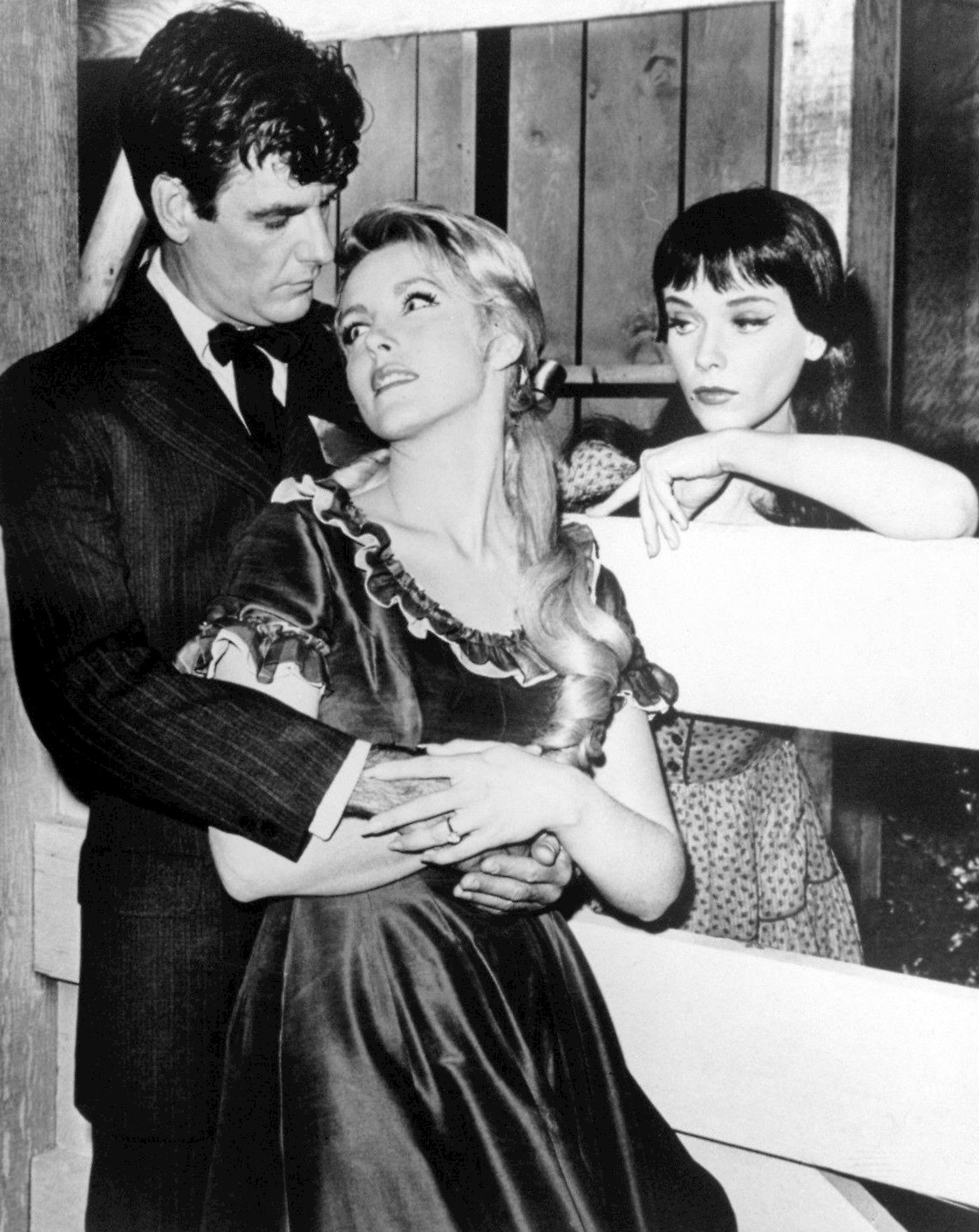
ジェームズ・ベスト、ローラ・デヴォンとフランシス、『トワイライト・ゾーン』「夜の女豹」（1963年）

- 南海の冒険 Adventures in Paradise (1959)
- トワイライト・ゾーン The Twilight Zone (1960,63)
- ルート66 Route 66 (1961)
- バークにまかせろ Burke's Law (1963,65)
- 0011ナポレオン・ソロ The Man from U.N.C.L.E. (1964)
- ハニーにおまかせ Honey West (1965-66)
- スパイ大作戦 Mission:Impossible (1966)
- 逃亡者　The Fugitive 「愛の価格」(1967)
- インベーダー
- 恐怖のジェット旅客機 Lost Flight (1970)
- じゃじゃ馬西部を行く Wild Women (1970)
- 荒野の侵略者 The Intruders (1970)
- 刑事コロンボ Columbo
  - 死の方程式 Short Fuse (1972)
  - 溶ける糸 A Stitch in Crime (1973)
- 鬼警部アイアンサイド Ironside (1972,74)
- チャーリーズ・エンジェル Charlie's Angels (1978,80)
- トム・ハンクスの大迷宮 Mazes and Monsters (1982)
- リップタイド探偵24時 Riptide (1984)
- ジェシカおばさんの事件簿 Murder, She Wrote (1984,86,90)
- ラグナ・ヒート／炎の殺人者 Laguna Heat (1987)
- 新・バークにまかせろ Burke's Law (1994)
- 刑事ナッシュ・ブリッジス Nash Bridges (1998)
- WITHOUT A TRACE/FBI 失踪者を追え! Without a Trace (2004)